# 索尔·贝洛
索尔·贝洛（1915年6月10日—2005年4月5日），美国作家，也是1976年诺贝尔文学奖、普利策奖获得者。索尔·贝洛的代表作為《洪堡的礼物》。

## 生平
1915年贝洛出生在加拿大蒙特利尔一个俄国—犹太血统的移民家庭，在他的父亲被牵连进一个贩卖私酒的纠纷之后，全家都搬到芝加哥并在那里定居下来。在芝加哥，贝洛的想像力变得丰富起来，而他的思想也开始萌芽。
他在经历了西北大学的人类学研究、芝加哥的平民生活和被卷入政治纷争的青涩岁月后，索尔·贝洛完善了自己的世界观。从20世纪30年代末开始从事写作，中途去了一趟墨西哥，希望拜会被流放的俄国共产主义作家托洛斯基，不幸的是托洛斯基在他到达的前一天被杀了。
贝洛的第一部小说《晃来晃去的人》，于1944年发表，紧接着《受害者》在1947年出版，在欧洲都引起了巨大反响。然而，在《阿奇正傳》（《奧吉·馬奇歷險記》，1953年）里，他试着去描绘在大萧条期间芝加哥的第一代美国犹太人的流浪生活，这是贝洛写作生涯的一个转折点。《阿奇正傳》是贝洛风格的初次亮相，尽管作者自己并不觉得此书文笔足够成熟，并且马上推出一系列在他看来文字老到，更具美感的文字，它们是1956年的《抓住时机》（《且惜今朝》）和1959年的《雨王亨德森》。后者几乎可以说是他最负盛名的喜剧小说，连同他1964年的作品《赫索格》，是贝洛自己的事业高峰同时也是美国1950年代小说的高峰，令之后的作家难以望其项背。
然而上世纪60年代末的嬉皮士们却并不喜欢贝洛，他们把他视为墨守成规、大男人主义、种族歧视以及精英意识的代名词。而贝洛的反击是《赛姆勒先生的行星》（1970年），在里面他嘲弄当时统治着美国社会的嬉皮士作风和浅陋的佛洛伊德世界观。对于现代生活的批判让人们感觉到他逐渐变成了右派，他在1976年的诺贝尔文学奖的获奖感言中就大行批判之道，人们于是称呼他为一个由激进分子转变了的新保守派。“让我多花点时间来看看这个工作吧，”贝洛说道，“提及私生活，混乱或者几近疯狂；说到家庭，丈夫、妻子、家长、孩子，都困惑而迷乱；再看看社会风气、人际交往以及性行为，更是世风日下。个人混乱了，政府也晕头转向了。道德的沦丧和生活的潦倒是我们长久的梦魇，我们困在这骚动的世界里，被层出不穷的社会问题所困扰。”
无可厚非，贝洛的黄金时期是20世纪50年代中期和1975年《洪堡的礼物》的发表间，当然了，他写作生涯中的小小说成果也相当惊人。他的作品远远超出了曾经误解或忽视他的那些新浪潮主义者和存在主义者所能估计的价值。
正如诺贝尔的获奖理由所概述，贝洛是一个“对于当代文化富于人性的理解和精妙的分析”的作家。“康拉德说得没错，艺术是试着去发现世界，从现实生活中，也从物质中，去发现生活的根本、永恒和精髓。”贝洛的存在就是在说明这样一个道理，这位现代的大师级人物，笔耕不辍，并且延续着小说的魅力。他同司汤达、康拉德、狄更斯、福楼拜、德莱塞这些伟大的文字实践者齐名，不以古怪作噱头、不借时髦为卖点，而以其对人性的刻画见长。现在他加入了他们在天堂的聚会，索尔·贝洛需要的惟一的墓志铭是—小说家。

## 家庭
索尔·贝娄有过5次婚姻，五任妻子分别是：阿尼塔·戈什金、亚历山德拉（桑德拉）察恰巴佐夫、苏珊·格拉斯曼、亚历山德拉·约内斯库·图尔恰，以及贾尼斯·弗里德曼。前四次婚姻均以离婚告终。他第一次婚姻生下的儿子格雷格·贝娄成了一名心理治疗师，在2013年，他父亲去世近十年之后，出版了《索尔·贝洛的心：儿子的回忆录》（Saul Bellow's Heart: A Son's Memoir）。贝娄第二次婚姻生下的儿子亚当·贝娄，在2003年出版了一本非虚构书籍《赞美任人唯亲》（In Praise of Nepotism）。2000年，索尔·贝娄在84岁时，和第五任妻子贾尼斯·弗里德曼生下了他的第四个孩子，也是第一个女儿。

## 作品
「貝婁早年就對文學有著濃厚的興趣，讀大學時就練筆寫作。至今已發表十多部長篇小說和多種短篇集、散文集、札記。其中小說《晃來晃去的人》、《阿奇正傳》、《雨王亨德森》、《赫索格》、《賽姆勒先生的星球》、《洪堡的禮物》，一次又一次把貝婁推向廿世紀美國小說創作的高峰。」
- 《晃来晃去的人》（Dangling Man，1944年）
- 《受害者》（The Victim，1947年）
- 《奧吉·馬奇歷險記》（The Adventures of Augie March，1953年），获国家图书奖[5]
- 《抓住时机》（Seize the Day，1956年）
- 《雨王亨德森》（Henderson the Rain King，1959年）
- 《赫索格》（Herzog，1964年）, National Book Award[6]
- 《赛姆勒先生的行星》（Mr. Sammler's Planet，1970年）, National Book Award[7]
- 《洪堡的礼物》（Humboldt's Gift，1975年）, 获1976年普立茲小說獎[8]
- 《院长的十二月》（The Dean's December，1982年）
- 《更多的人死于心碎》（More Die of Heartbreak，1987年）
- 《A Theft》（A Theft，1989年）
- 《The Bellarosa Connection》（The Bellarosa Connection，1989年）
- 《真情》（The Actual，1997年）
- 《拉维尔斯坦》（Ravelstein，2000年）

## 作品在台灣的出版
- 賈長安/譯，《擺盪的人》，台北市：晨鐘，1970年。
- 鄭臻、袁則難/譯，《抓住這一天》，台南市：新風，1971年。
- 王存立/譯，《雨王‧韓德森》，台北市：久大，1974年。
- 譯者不詳，《韓伯的禮物》，台北市：世界文物，1978年。
- 鄭臻、袁則難/譯，《抓住這一天》，台北市：遠景，1981年。
- 諾貝爾文學獎全集編譯委員會/著，《梭爾貝羅》，台北縣：書華，1981年。
- 吳安蘭/譯，《最後的十二月》，台北市：皇冠，1982年。
- 湯新楣/譯，《阿奇正傳》，台北市：遠景，1983年。
- 陳映真/主編，《索爾‧貝婁》(諾貝爾文學獎全集)，台北市：遠景，1983年。
- 葉瑋/譯，《珍重今朝》，台南市：文言，1983年。
- 詹生、貝婁、以撒辛格/著，名片名著全集編輯委員會/譯，《遲開的薔薇》，台北市：逸群，1984年。
- 麥倩宜/譯，《怨婦》，台北市：皇冠，1984年。
- 鄭臻、袁則難/譯，《抓住這一天》，台北市：遠景，1988年。
- 顏元叔、劉紹銘/譯，《何索》，台北市：台灣英文，1989年。
- 鄭臻、袁則難/譯，《抓住這一天》，台北市：萬象，1993年。
- 宋兆霖/譯，劉森堯/導讀，《赫索格》，台北市：桂冠，1994年。
- 鄭臻、袁則難/譯，《抓住這一天》，台北市：桂冠，1995年。
- 程長泰/譯，《受害者》，台北市：國立編譯館，1995年。
- 李桂蜜/譯，《像他這樣一個知識分子》，台北市：時報文化，2003年。

## 連結
- Mr. Sammler's City, City Journal, Spring 2008 （页面存档备份，存于）
- Nobel site with two speeches (one of which is an audio recording) & longer biography （页面存档备份，存于）
- Annotated Bibliography of Criticism by the Saul Bellow Society
- Bellow's 1955 autobiographical statement for reference book （页面存档备份，存于）
- Gordon Lloyd Harper. . Paris Review. Winter 1966  [2012-09-18]. （原始内容存档于2011-08-07）.
- JM Coetzee on the early novels （页面存档备份，存于）
- Slate's assortment of other writers' takes on Bellow （页面存档备份，存于）, mostly eulogistic
- Joyce Carol Oates on Saul Bellow
- Saul Bellow 'Bookweb' on literary website The Ledge, with suggestions for further reading.
- Blogpost on Bellow's Russian family name–Belo or Belov? （页面存档备份，存于）
- Review of Bellow's collected letters （页面存档备份，存于）
- Saul Bellow, a neocon’s tale （页面存档备份，存于） by John Podhoretz
- Reflections with Saul Bellow by Dejan Stojanović
- Saul Bellow's grave, Brattleboro, Vermont （页面存档备份，存于）
- 'Between Fiction and Autobiography' （页面存档备份，存于）, review of Letters in The Oxonian Review
- "Leaving the Yellow House" （页面存档备份，存于）, a short story in Narrative Magazine, (Winter 2007).
- "Bellow and Trotsky" （页面存档备份，存于）, Judie Newman, Berfrois （页面存档备份，存于）, 1 June 2011